# Benzo d'Alexandrie
 (avril 2022).
 (avril 2022).
La mise en forme du texte ne suit pas les recommandations de Wikipédia : il faut le « wikifier ».
Les points d'amélioration suivants sont les cas les plus fréquents. Le détail des points à revoir est peut-être précisé sur la page de discussion.
- Les titres sont pré-formatés par le logiciel. Ils ne sont ni en capitales, ni en gras.
- Le texte ne doit pas être écrit en capitales (les noms de famille non plus), ni en gras, ni en italique, ni en « petit »…
- Le gras n'est utilisé que pour surligner le titre de l'article dans l'introduction, une seule fois.
- L'italique est rarement utilisé : mots en langue étrangère, titres d'œuvres, noms de bateaux, etc.
- Les citations ne sont pas en italique mais en corps de texte normal. Elles sont entourées par des guillemets français : « et ».
- Les listes à puces sont à éviter, des paragraphes rédigés étant largement préférés. Les tableaux sont à réserver à la présentation de données structurées (résultats, etc.).
- Les appels de note de bas de page (petits chiffres en exposant, introduits par l'outil «  Source ») sont à placer entre la fin de phrase et le point final[comme ça].
- Les liens internes (vers d'autres articles de Wikipédia) sont à choisir avec parcimonie. Créez des liens vers des articles approfondissant le sujet. Les termes génériques sans rapport avec le sujet sont à éviter, ainsi que les répétitions de liens vers un même terme.
- Les liens externes sont à placer uniquement dans une section « Liens externes », à la fin de l'article. Ces liens sont à choisir avec parcimonie suivant les règles définies. Si un lien sert de source à l'article, son insertion dans le texte est à faire par les notes de bas de page.
- La présentation des références doit suivre les conventions bibliographiques. Il est recommandé d'utiliser les modèles {{Ouvrage}}, {{Chapitre}}, {{Article}}, {{Lien web}} et/ou {{Bibliographie}}. Le mode d'édition visuel peut mettre en forme automatiquement les références.
- Insérer une infobox (cadre d'informations à droite) n'est pas obligatoire pour parachever la mise en page.

Pour une aide détaillée, merci de consulter Aide:Wikification.
Si vous pensez que ces points ont été résolus, vous pouvez retirer ce bandeau et améliorer la mise en forme d'un autre article.

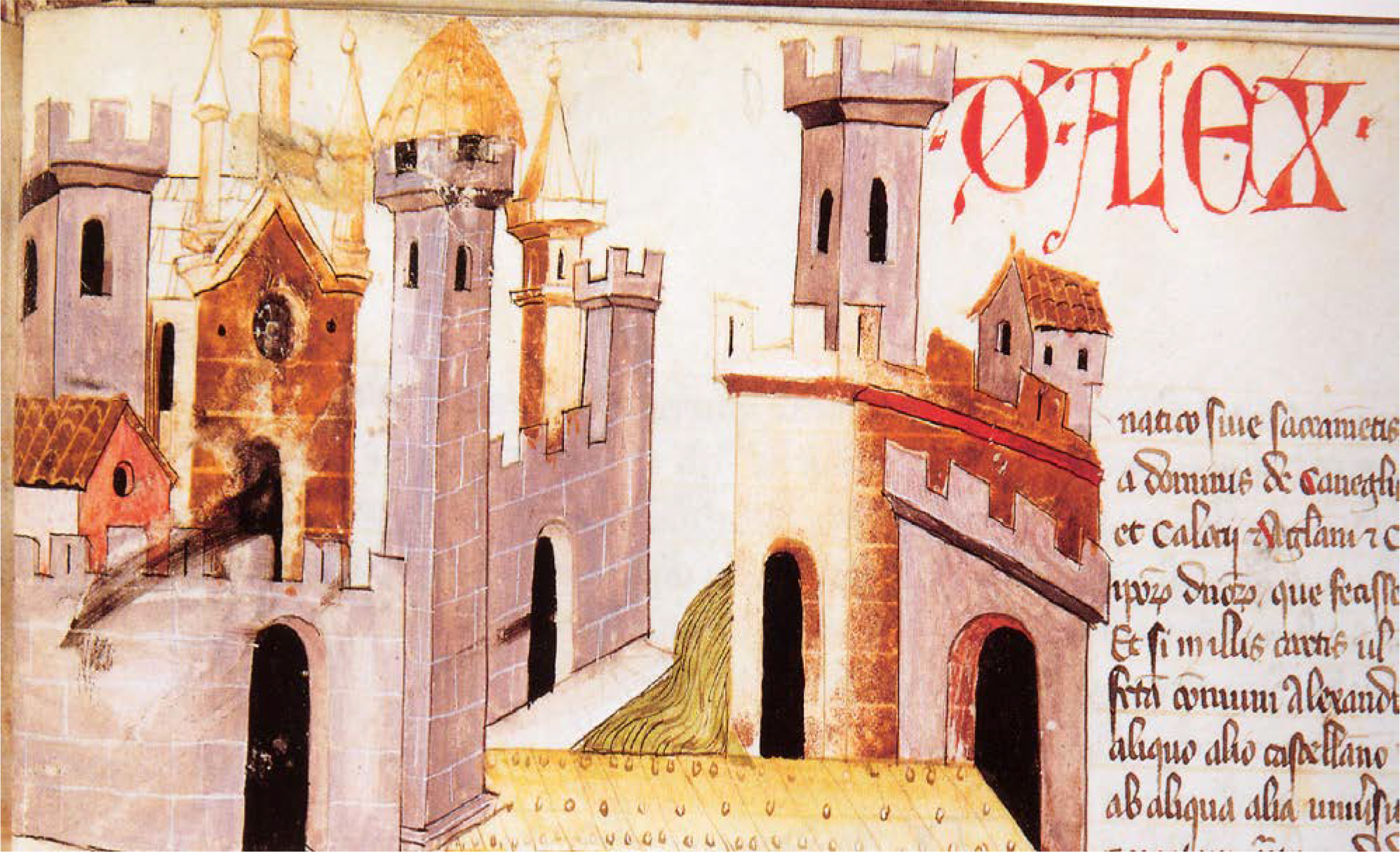

Benzo d’Alexandrie (italien : Benzo di/da Alessendria ou Benzo d’Alessendria), né dans la seconde moitié du douzième siècle dans la ville lombarde d’Alexandrie et mort après 1329 probablement en 1330. Il est un notaire italien du quinzième siècle, connu pour avoir contribué au mouvement humaniste italien et comme l’un des précurseurs à la redécouverte des classiques de l’Antiquité souvent attribuée à Pétrarque. Historien penseur et écrivain, il est surtout reconnu pour son Chronicon dont au moins le tiers nous est parvenu. Il s’agit du seul ouvrage (en importance) que lègue Benzo.

## Biographie
Benzo d'Alexandrie naît dans la seconde moitié du douzième siècle dans la ville lombarde d'Alexandrie, de parents dont le nom et la lignée ne sont pas connus.
Les premières années de la vie de Benzo d'Alexandrie sont également peu connues. Il travaille d’abord comme notaire et certaines de ses productions nous sont parvenues. Plus tard, il travaille en tant que secrétaire impérial à Milan en 1311 avant de demeurer sept années à Côme où il assiste l’évêque. En 1329, il est chancelier aux côtés des dirigeants de Vérone où il termine sa vie. La plupart des informations que l’on possède sur Benzo proviennent de son encyclopédie elle-même où il mentionne certains de ces voyages principalement dans le nord de l’Italie.
Le développement de la méthode historique employée par Benzo d’Alexandrie s’inscrit dans le mouvement humaniste italien de la seconde moitié du treizième siècle. Généralement, les historiens s’entendent pour considérer Lovato Lovati comme le « père » du mouvement humaniste du Moyen-Âge tardif lequel aurait probablement influencé Benzo.

## Benzo l’intellectuel
Malgré une vie professionnelle qui commence dans le domaine notarié, l’observation, la méticulosité et l’aspect critique de Benzo d’Alexandrie en font un personnage qui contribue grandement à son époque et aux époques suivantes. Ayant vécu deux à trois générations avant celle de Pétrarque, qui est souvent vue comme le pilier de l’humanisme italien du quatorzième siècle, Benzo est en fait un précurseur à ce même mouvement. Il contribue aussi à une histoire générale du monde occidental calqué sur les sources latines qu'il est en mesure de lire et d’interpréter.
Durant ses voyages, il avait l’habitude de noter tout ce qu’il voyait. Par exemple, il traduit et interprète la traduction du sceau de Florence qui serait à son époque représenté par Hercule tenant un bâton ainsi que l’inscription HERCVLEA CLAVA DOMAT FLORECIA PRAVA  (le bâton d’Hercules surpasse la méchanceté de Florence). Il s'agit d'une inscription aujourd'hui disparue dont Benzo est la seule source
Benzo d’Alexandrie avait une compréhension du latin qui était à l’époque réservée plutôt aux hommes de foi. Il est l’un des premiers intellectuels avec Giovanni de Vérone, Geri d’Arezzo et Francesco da Barberino de Florence qui avait une maîtrise du latin tout en ayant une vie intellectuelle initialement associée quasi exclusivement à Pétrarque. La maîtrise du latin par cette communauté est un enjeu au treizième siècle comme l’atteste Benzo lui-même :
« Dans les temps modernes, la prose est devenue si obsolète que les modernes ne l'adopteront généralement pas [et] la plupart des auteurs anciens [ne] peuvent à peine comprendre la rhétorique sans de nombreuses inventions et gloses […] En effet, quand je regarde la langue latine des anciens, et tandis que je considère à quel point elle est différente de la langue moderne, je vois qu'il s'est accompli ce qu'Oracius avait prédit il y a longtemps... »
 Il savait donc les difficultés qu’avaient non seulement ses contemporains, mais qu’ont aussi eues les autres avant lui dans les traductions des œuvres littéraires. Ce sont les changements de style entre la langue latine moderne et ancienne que Benzo affirme être le principal point de difficulté dans son interprétation.
Benzo d’Alexandrie avait aussi l’habitude d’effectuer un effort de traduction lorsqu’il utilisait des sources anciennes. Par exemple, il employait des mots plus contemporains aux anciens mots latins et il modifiait souvent la rime en prose toujours dans l'objectif d'en faciliter la lecture par ses contemporains.

### Benzo le préhumaniste
Ce n’est que récemment que l’historiographie ne présente plus Pétrarque comme le départ d’un mouvement humaniste en Italie. Malgré sa contribution, Benzo di Alessandria est généralement considéré comme un humaniste ou bien un préhumaniste. Le mouvement humaniste italien est associé généralement au quatorzième et quinzième siècle, notamment avec Pétrarque et au mouvement de la Renaissance humaniste italienne. C’est pourquoi le qualificatif de pré humaniste est plus souvent adopté. On peut néanmoins lui attribuer des contributions sur les méthodes historiques, lesquelles seront utilisées par les humanistes. Il est aussi l’un des premiers Italiens possédant un intérêt pour les antiques et peut donc être vu comme l’un des éléments fondateurs de la pensée humaniste plus tardive. On sait par exemple que lors de ses voyages, il a obtenu certaines reliques antiques probablement de l’époque de l’Empire romain.
Le mouvement humaniste et ceux qui en font partie possèdent une méthode de recherche partagée. Joseph R. Berrigan, une spécialiste sur la vie de Benzo d’Alexandrie, offre les caractéristiques suivantes : une formation légale (Benzo était notaire), une appréciation des textes classiques (Benzo était connu pour avoir accès à de multiples manuscrits, d’en conserver et d’en rechercher), un esprit créatif et un esprit critique. Les préhumanistes seraient donc plus difficilement encadrés par une définition aussi claire, ce qui amène une confusion quant au mouvement auquel appartient Benzo. Selon Berrigan, le préhumanisme est en fait un mouvement de transition où le Moyen-Âge rencontre la Renaissance. Berrigan jette aussi les bases qualitatives du préhumanisme qui permet aussi de caractériser Benzo : « a typically medieval encyclopedia is infused with elements of criticism and text discovery that we would expect to find later »

### Benzo l’historien
Il est difficile de connaître les ambitions réelles de Benzo en ce qui concerne son Chronicon. Comme l’a avancé Joseph R. Berrigan, il faut considérer que son œuvre, comme elle nous est parvenue, demeure peut-être complète, mais possiblement incomplète. Ainsi, il est possible que son travail historique ne se concentre qu’au début du monde à la naissance du Christ. La fin du treizième siècle et le début du quatorzième siècle, donc plus ou moins deux générations avant Pétrarque, Benzo d’Alexandrie est l’un des nombreux historiens qui contribuent à une historiographie de l’histoire du monde débutant avec Adam et Ève jusqu’à Henri VIII. Parmi ces historiens, Riccobaldo de Ferrara (1244/45-1318) et Landolfo (1250-1351) et Giovanni (1298-1343/44) de Colonna.
L’un des travaux qu’effectue Benzo d’Alexandrie dans son œuvre est de revisiter la Guerre de Troie. La version utilisée est celle des auteurs supposés de la Guerre de Troie au Moyen-Âge de Dictys Cretensis et de Dares le Phrygien. Ces deux auteurs précèdent Homère (prétendument) dans leur interprétation du récit et constituent donc une source de choix pour la version qu’en offre Benzo. Il cite notamment Isidore, Augustin d’Hipponne et Papis. Il cite aussi des auteurs du Moyen-Âge comme Pierre le Mangeur.

### Méthodes
Durant ses voyages, Benzo d’Alexandrie prenait l’habitude de noter ce qu’il voyait et qui semblait sortir de l’ordinaire. Cette méthode observationnelle traduit un esprit intellectuel qui se traduit dans son œuvre. Le caractère encyclopédique du Chronicon en fait un ouvrage historique d’envergure. Il n’épargne pas non plus les sources anciennes auxquelles il a accès comme des textes d’Ausonius ou une version de l’Historia Augusta. Benzo semble toutefois critique de ces sources. Écrivant principalement de langue latine, Benzo n’appartient toutefois pas aux mêmes genres que les autres encyclopédistes du Moyen-Âge. Il utilise une critique en même temps d’y présenter les différentes interprétations sur des questions concernant les sources anciennes.
Généralement, Benzo d’Alexandrie est connu pour une maîtrise non seulement des sources latines, mais aussi de la grammaire en général. Hormis les changements littéraires qu’il effectuait dans le but de moderniser le latin ancien des manuscrits qu’il consultait, il prenait aussi l’habitude de comparer les sources anciennes. Dans un cas où celles-ci venaient à se contredire, il les mettait alors en opposition avant de se ranger derrière la plus logique. Il préférait généralement les sources d’historiens à celles de poètes tout en admettant que dans les deux cas, il pût y avoir un style littéraire propre à chacun.
Cette rigueur quant à l’interprétation des sources, l’attention aux anachronismes, puis l’utilisation de citations est des caractéristiques que l’on retrouvera chez les humanistes plus tardifs.
Les paramètres de la recherche historique comme ils sont employés plus tard chez Francesco Pétrarque sont calqués en tout ou en partie sur ceux de Benzo d’Alexandrie

## Chronicon
Le Chronicon de Benzo d’Alexandria nous est parvenu aujourd’hui en 285 pages de parchemins reliés. Il aurait commencé sa composition avant son arrivée à Vérone où en 1328, au moins le tiers de l’œuvre était achevé. Selon le testament de Benzo lui-même et ceux de Guglielmo da Pastrengo, contemporain de Benzo, qui offre une courte biographie sur Benzo, l’œuvre serait toutefois incomplète.  Elle est aujourd’hui entreposée à la Biblioteca Ambrosiana de Milan Pastrengo demeure d’ailleurs la source principale, hormis celle offerte par Benzo lui-même dans son Chronicon, sur l’auteur.
Le Chronicon est un texte à caractère historique dont le style est propre à celui de l’auteur. Le caractère encyclopédique de l’œuvre en fait donc un ouvrage important pour le quinzième siècle et les années suivantes. Le style encyclopédique semble être calqué sur celui de Vincent de Beauvais dans son Speculum historiale. La reddition de la Guerre de Troie offerte par Benzo est similaire en plusieurs points à celle de Beauvais dont le Chronicon réfère à plusieurs endroits. Pour les livres XXI et XXIII de son œuvre, il convertit la rime et la poésie en prose tout en modifiant l'ancien latin au latin moderne de son époque. Pour les livres XI à XIV, un système de références d’auteurs anciens.
La préface, probablement écrite par Benzo lui-même selon Joseph R. Berrigan, permet de mieux connaître les objectifs du Chronicon :
« Here begins a chronicle from the beginning of the world to the advent of the Christ. It deals with all matters and actions contained in the sacred pages of the Old Testament as well as with many other diverse matters and great and wonderful deeds contained in diverse works. These may either be the writing of the holy doctors or of other authors who were historians and authentic in their grasp of the truth. Their words show fort the truth of actions as much as the deed itself, about which they particularly wrote. This chronicle contains twenty-four books, each set apart from the other and subdivided in turn into chapters. »
Cette préface est l’une des seules indications sur le nombre réel de volumes du Chronicon.

### La Guerre de Troie dans leChronicon
La présentation de la Guerre de Troie par Benzo d’Alexandrie est un exemple du travail de critique des sources anciennes. La version de Dictys par exemple change le récit de la mort d’Hector où celui-ci se retrouve à présent tué par Achille dans une embuscade. Benzo débute alors un discours critique des sources anciennes :
« Hec que de fine Hectoris Dares et Dytis historiographi scirbunt, sed mirum ac fere ridiculym, meo sane indicio, videri debet prudenter considerantibus, quomodo inter hos scriptores mortem finem que tandi viri scibendo ptuit disomancia tanta esse. Si enim fini illius interfuerunt vel fideles habuerunt relatores, in eandem narracionem concurrere debuerunt. »
« Ces choses que les historiens apprendront par Dares et Dictys sur la fin d'Hector, mais cela devraient être vues par une personne prudente qui considère à quel point étrange et presque ridicule, d'après mes propres informations, à quel point chez ces écrivains c'était, en sachant que la mort de l'homme était la fin du meurtre, tant était grand le démantèlement. Car s'ils étaient présents à cette fin, ou avaient des relations fidèles, ils auraient dû se joindre à la même histoire. »
Malgré l’utilisation principale du texte ancien de Dictys, Benzo le met en opposition avec celui de Dares tout en essayant de joindre les deux textes. C’est la méthode généralement employée par Benzo lorsque des idées s’opposent dans les sources anciennes.
Le travail d’interprétations des œuvres anciennes n’est donc pas seulement la modification du vocabulaire et la modernisation du latin. Le préhumanisme dont fait preuve Benzo est celui d’un esprit critique de ses sources dans un élément d’utilisation encyclopédique tout en ayant conscience du caractère stylistique des œuvres choisies.  

### La mythologie grecque dans leChronicon
La présence de divinités grecques dans le Chronicon est un élément distinctif de l’œuvre et qui traduit son caractère à la fois humaniste et aussi pré renaissance. Les divinités y jouent un rôle issu de la réalité[C'est-à-dire ?] et Benzo conserve la présentation des divinités préalablement établie dans le Chronicon de Jérôme paru au quatrième siècle. Même s’il admet éliminer les allégories et par le fait même isoler la fiction, du mythe, de la réalité, cette « humanisation » de divinités comme Prométhée et Apollon trahit quelque peu la rigueur historique et critique que souhaite probablement employer Benzo.